# Joi McMillon
Joi McMillon é uma montadora estadunidense. Foi a primeira mulher negra indicada ao Oscar de melhor edição na edição de 2017 pelo filme Moonlight. Além deste, é conhecida
Joi McMillon por seu trabalho em American Violet e Sausage Party.